# Aczél László
Aczél László, születési nevén Altheim László (1940. július 15. –) válogatott magyar labdarúgó, kapus.

## Pályafutása

### Klubcsapatban
1958 szeptemberében mutatkozott be az NB I-ben a BVSC játékosaként. 1959 októberében fegyelmi okok miatt a klubja egy évre eltiltotta. Ezután a Szentendrei Honvéd játékosa volt. 1963 és 1965 között volt a Ferencváros játékosa, ahol egy bajnoki címet szerzett a csapattal. A Fradiban 43 mérkőzésen szerepelt (26 bajnoki, 16 nemzetközi, 1 hazai díjmérkőzés). 1966 és 1970 között Dunaújváros együttesében szerepelt.

### A válogatottban
1958-ban került a magyar ifjúsági válogatott keretébe. 1959-ben Bulgáriában tagja volt az UEFA ifjúsági tornáján harmadik helyezett  válogatottnak. 1963-ban a B válogatottban játszott. 1963-ban négy alkalommal szerepelt az olimpiai válogatottban.

## Sikerei, díjai
- Magyar bajnokság
  - bajnok: 1962–63
  - 3.: 1963-ősz
- Vásárvárosok kupája (VVK)
  - elődöntős: 1962–63

## Statisztika

### Mérkőzései az ifjúsági válogatottban
- 1958. április 5., Neumkirchen: Magyarország – Törökország 1-0
- 1958. április 7., Rodange: Magyarország – Görögország 3-2
- 1958. április 12., Mondorf: Magyarország – Lengyelország 3-1
- 1959. március 29., Kazanliak: Magyarország – Luxemburg 10-1
- 1959. április 1., Magyarország – Spanyolország 2-0
- 1959. április 5., Dimitrovo: Magyarország – Olaszország 0-1
- 1959. április 19., Budapest Magyarország – Jugoszlávia 3-2

### Mérkőzései a B válogatottban
- 1963. június 1., Diósgyőr Magyarország – Csehszlovákia 4-2
- 1963. október 20., Pécs Magyarország – NDK 4-1
- 1963. november 2., Dessau NDK – Magyarország 3-1

### Mérkőzései a válogatottban
| Magyarország | Magyarország       | Magyarország | Magyarország     | Magyarország | Magyarország | Magyarország          | Magyarország | Magyarország |
| #            | Dátum              | Helyszín     | Hazai            | Eredmény     | Vendég       | Kiírás                | Gólok        | Esemény      |
| ------------ | ------------------ | ------------ | ---------------- | ------------ | ------------ | --------------------- | ------------ | ------------ |
|              | 1963. december 3.  | Dakar        | Szenegál         | 3 – 8        | Magyarország | barátságos (olimpiai) | -            | becserélve   |
|              | 1963. december 5.  | Abidjan      | Elefántcsontpart | 1 – 4        | Magyarország | barátságos (olimpiai) | -            | becserélve   |
|              | 1963. december 8.  | Lomé         | Togo             | 2 – 3        | Magyarország | barátságos (olimpiai) | -            |              |
|              | 1963. december 15. | Accra        | Ghána            | 1 – 2        | Magyarország | barátságos (olimpiai) | -            |              |
|              | Összesen           |              |                  | 0            | mérkőzés     |                       | 0            | gól          |